# Gerard Heijdra
Gerardus Thomas Johannes (Gerard) Heijdra (Rotterdam, 21 augustus 1931 – 2 mei 2016) was een Nederlands politicus van het CDA.
Hij was procuratiehouder bij een verzekeringsinstelling voor hij in juni 1980 benoemd werd tot burgemeester van Bergschenhoek. Begin 1996 ging hij daar vervroegd met pensioen.